# عامل مستودع
عامل المستودع (بالإنجليزية: Warehouseman)‏ (بالفرنسية: Magasinier)‏ هو شخص يعمل في المستودع، وعادةً ما يقوم بتحميل وتفريغ مركبات التوصيل، الصادرة أو الواردة، حيث يقوم بتحميل البضائع وتأمينها على المنصات ونقل المخزون إلى منطقة التسليم وتحميل البضائع.
قديما، عامل المستوع هو شخص يمتلك مستودعًا ويبيع البضائع مباشرة منه أو من متجر يواجه المستودع (على غرار نظام الدفع النقدي الحديث).